# Lugarteniente General del Reino de Valencia
El Lugarteniente General (en valenciano, lloctinent general) del Reino de Valencia era la más alta magistratura delegada de la Corona del Reino de Valencia, una especie de alter ego del rey, quien lo nombraba entre los miembros de la familia real, primero, y más tarde, entre los miembros de la alta nobleza.

## Historia
El antecedente del Lugarteniente General apareció en 1309, y en 1347 se le dio el nombre de Gobernador General (en valenciano, General Governador). La labor del gobernador general abarcaba también el supremo poder militar y ser juez de apelación en causas civiles y criminales. El cargo lo ejercía el heredero al trono, para implicarle así en las tareas del gobierno previamente a ser rey, y lo ejercía a través de un portanveces, cuya función era ser su procurador o portavoz.
Desde principios del siglo XV la ausencia del rey era un hecho muy frecuente. Alfonso V el Magnánimo estableció en 1432 su corte en Nápoles, reino recién conquistado, y ya no volvió a pisar la península ibérica. Su sucesor Juan II, desbordado por la guerra civil catalana, no pisó prácticamente el reino valenciano. Su hijo Fernando II el Católico solo estuvo seis meses durante los treinta y siete años de reinado. Así fue como surgió la institución del lugarteniente general que en principio tuvo un carácter temporal, nombrado en momentos de especial gravedad como la guerra civil catalana, y después, bajo Fernando II el Católico, se convirtió en permanente, pese a que los estamentos del reino consideraban su carácter permanente como contraveniente a la autonomía del reino.
Alrededor del lugarteniente general se formó una pequeña corte frecuentada por la nobleza y las élites urbanas. También se formó un consejo, integrado principalmente por juristas, y también por los principales oficiales reales: el portanveces (en valenciano, portantveus), el baile general (en valenciano, batle general) y el mestre racional; y miembros de la nobleza y del alto clero -como el obispo de Valencia o el maestre de la Orden de Montesa-. Esta especie de consejo real se convirtió en el principal órgano de gobierno del reino, y se podría considerar como el antecedente de la Audiencia de Valencia de la Edad Moderna. Paralelamente se incrementó notablemente el número de cargos y de oficiales reales que fueron ocupados por miembros de la pequeña nobleza de los cavallers i generosos y del patriciado urbano.
En la Edad Moderna el lugarteniente general fue sustituido el virrey con las mismas atribuciones y nivel de representación. Ni el lugarteniente general ni el virrey contaban con fuerza armada permanente propia y sus decisiones y las de sus oficiales podían ser revocadas por las Cortes valencianas si contravenían los Fueros de Valencia (contrafuero).